# دهانو
دهانو (به انگلیسی: Dahanu; مراتی: डहाणू) شهر ساحلی در هند است که در منطقه پالگهر از ایالت مهاراشترا در بخش کنکان واقع شده‌است. این شهر در ۱۱۰ کیلومتری بمبئی واقع شده و نیروگاه حرارتی ادانی پاور در آنجا قرار دارد. دهانو ۱۸٫۲۰ کیلومتر مربع مساحت و در حدود ۸۰٬۰۰۰ نفر جمعیت دارد و ۹٫۸۸ متر بالاتر از سطح دریا واقع شده‌است.